# Swampert
Swampert (japanski: ラグラージ Ragurāji) jedan je od 1025 fiktivnih vrsta Pokémona iz medijske franšize Pokémon, skupa Pokémon videoigara, animiranih serija, manga stripova, knjiga, igraćih karata i drugih medija kojima je tvorac Satoshi Tajiri. Svrha je Swamperta u videoigrama, animiranoj seriji i manga stripovima, kao i svrha ostalih Pokémona, borba s divljim Pokémonima – neukroćenim stvorenjima koje igrači i likovi pronalaze dok kreću na razne avanture – i pripitomljenim Pokémonima drugih Pokémon trenera.
Swampertovo je ime kombinacija engleskih riječi "swamp" = močvara, što je prirodno stanište mnogih Vodenih i Zemljanih Pokémona, i "rampart" = bedem, što se vjerojatno odnosi na njegovu naviku nagomilavanja stijena kako bi se zaštitio. Isto tako, drugi dio imena mogao bi dolaziti od engleske riječi "expert" = stručnjak, jer se veoma dobro snalazi u močvarnim područjima.

## Biološke karakteristike
Swampertov se lik temelji na ribi skokunici iz stvarnog života. Posjeduje dugo plavo tijelo, dok mu je trbuh svijetloplave boje. Njegovi su udovi kombinacija nogu i peraja, kojima ponekad stoji uspravno na dvije noge, dok se ponekad kreće na sve četiri noge, poput četveronožnih životinja. Na svakom su udu narančaste elipse. Swampert posjeduje duge peraje nalik lepezama iznad očiju (koje su poput ušiju), i velik rep nalik oštrici sjekire. Isto tako, ima narančaste škrge na oba obraza.
Swampert je dnevni Pokémon sa sklonošću ka vodi. Radi toga, živi i pravi svoje gnijezdo na obalama plaža i močvara. Posjeduje razne sposobnosti koje mu osiguravaju da nikada ne postane meta nekog grabežljivca. Njegove tri peraje osjećaju i najmanje promjene u zvukovima i uzorcima oceanskih vjetrova i plimnih vjetrova, što mu dozvoljava da predvidi nadolazeće olujne vjetrove i plimne valove. Njegova velika snaga dopušta mu da dobavi i vuče velike stijene teže od tone, koje zatim nakuplja oko svog gnijezda kako bi ga zaštitio od nepogoda koje predvidi. Isto tako, svojim snažnim, poput kamena tvrdih ruku, s lakoćom može srušiti i onesvijestiti protivnika jednim udarcem.
Njegovi drugi talenti jesu njegov snažan vid, koji mu dopušta da odlično vidi i kroz dubine najmutnijih voda, zbog čega Swampert lako može živjeti u močvarnim područjima, i njegove odlične plivačke sposobnosti, čineći ga bržim od vodenog skutera. Njegova je brzina plivanja usporediva s Poliwrathovom, ako ne i viša.

## U videoigrama
Jedan od dosljednih aspekata svih Pokémon igara – od Pokémon Red i Blue za Nintendo Game Boy, do igara Pokémon Diamond i Pearl za Nintendo DS konzole – izbor je tri različita Pokémona na početku igračeve avanture; ta tri Pokémona etiketirana su kao Početni (ili starter) Pokémoni. Igrač može birati između Vodenog, Vatrenog ili Travnatog Pokémona, autohtonog za to područje; iznimka od ovog pravila je Pokémon Yellow (remake verzija prvotnih igara koja prati priču Pokémon animirane serije), gdje igrač dobiva Pikachua, Električnog miša, poznatog po tome što je maskota Pokémon medijske franšize.
U većini slučajeva, Swamperta se može dobiti jedino i isključivo razvijanjem Marshtompa od 36. razine. Marshtomp se razvija iz Mudkipa, početnog Pokémona u igrama Pokémon Ruby, Sapphire i Emerald. Isto tako, Swamperta se može dobiti razmjenom s drugim igračem, ili korištenjem kodova i šifri.
Swampert posjeduje izvrstan Attack status i HP, kao i iznad prosječan Defense i Special Defense status te je veoma svestran Pokémon zbog njegova dvostrukog Vodenog/Zemljanog tipa. Doduše, Swampertov je Special Attack status prilično nizak, zbog čega mnogi vjeruju da Swamperta ne bi trebalo učiti specijalnim napadima koje neće moći učinkovito koristiti, a i njegov je Speed status nižih vrijednosti, čineći ga sporim. U četvrtoj generaciji, Swampertova Pokémon sposobnost Bujice (Torrent) sada može biti iskorištena do njenog punog potencijala, jer sada postoje i fizički Vodeni napadi. Swampert posjeduje najviše ukupne vrijednosti statistika od svih evolucija početnih Pokémona.

## U animiranoj seriji
Swampert se prvi put pojavio u 32. epizodi Advanced Generation sezoni Pokémon animirane serije, živeći na napuštenom brodu nakon što se razdvojio od svoga trenera. Ovaj je Swampert bio Marshtomp kada se odvojio od trenera, no tijekom duljeg samostalnog boravka na brodu, razvio se u Swamperta.
Morrison, jedan od dva Ashova protivnika u Hoenn Pokémon ligi, isto tako koristi Swamperta u borbi protiv Asha.
Tucker, Battle Frontier mozak Borbene Kule (Battle Dome) koristi svog Swamperta i Arcaninea u dvostrukoj borbi protiv Asha i njegovog Corphisha i Swellowa.